# نادية فيريرا
نادية فيريرا (مواليد 10 مايو 1999) هي عارضة أزياء من باراغواي فازت بلقب ملكة جمال باراغواي ومثلت دولتها في مسابقة ملكة جمال الكون 2021 حيث حصلت على لقب الوصيفة الأولى.